# خاراس

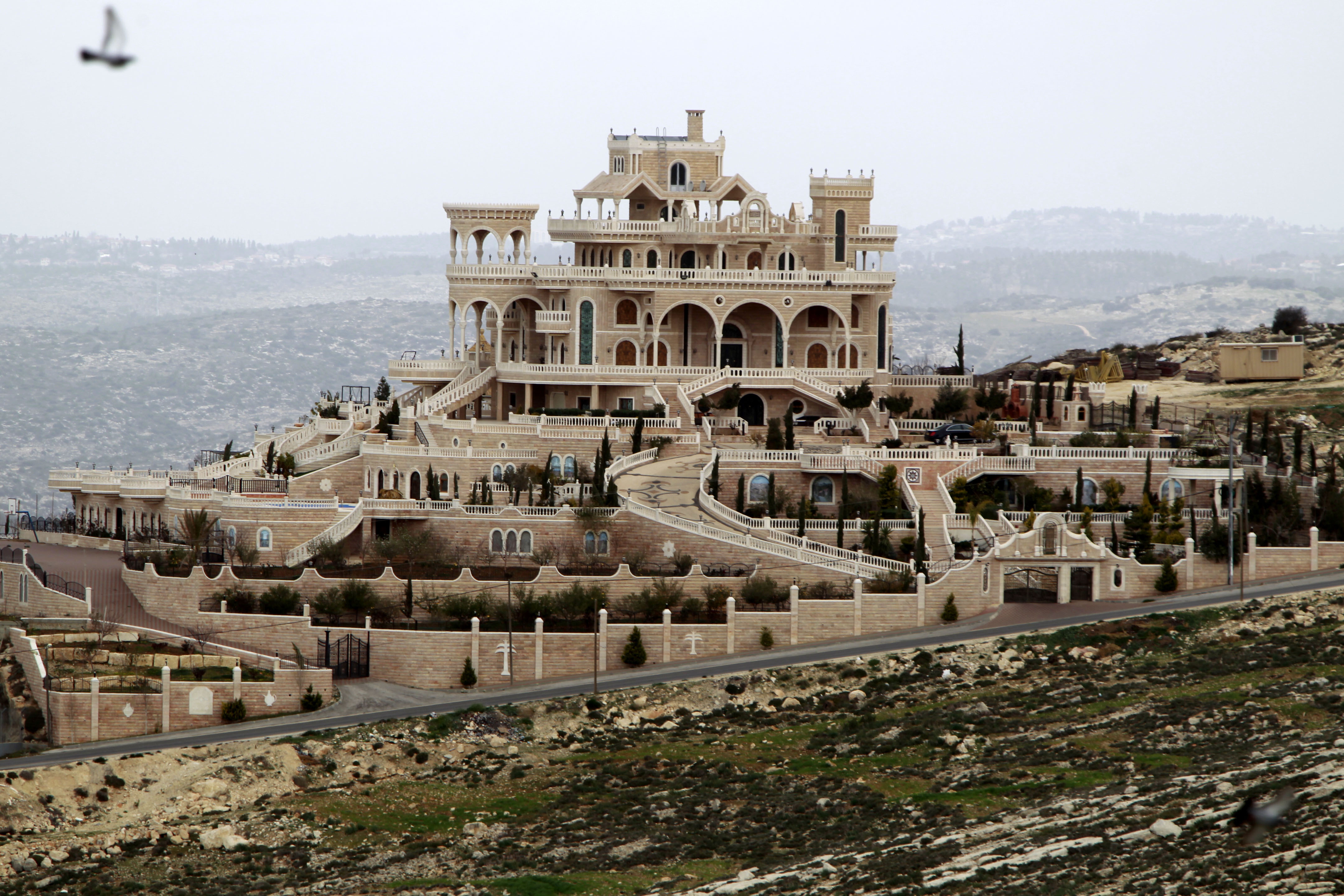
القصر الصيني، الموجود في خاراس

خاراس (بالإنجليزية: Kharas)‏ بلدة فلسطينية تتبع محافظة الخليل جنوب الضفة الغربية، بلغ عدد سكانها حسب الجهاز المركزي للإحصاء الفلسطيني حوالي 9,139 نسمة حسب التعداد العام للسكان الذي أجري عام 2017. وهي من البلدات المحتلة عام النكسة.

## التسمية
وجدت هذه القرية زمن الرومان وكانت ذات طابع مسيحي فيها دير (يسمى دير حراش).ومن هذا الاسم أخذت التسمية (خاراس) تقع على أقدم جبال الخليل الغربية

## الجغرافيا
تقع البلدة إلى الشمال الغربي من مدينة الخليل، وتبعد عنها حوالي 25 كم. يحدها من الشمال صوريف، ومن الجنوب نوبا، ومن الشرق حلحول، أما من الغرب فيحدها الخط الأخضر وفلسطين المحتلة عام 1948، وترتفع عن مستوى سطح البحر حوالي 500م-730م، ويمكن رؤية البحر الأبيض المتوسط من مرتفعاتها، وتبلغ مساحة أراضيها حوالي 20 ألف دونم، صادر الاحتلال حوالي 10 آلاف عام النكبة.
ويمثل القطاع الزراعي المرتبة الأولى في اقتصاديات البلدة، إلا أن دخل في هذا القطاع قد تراجع واحتل المرتبة الثانية من مصادر الدخل في هذه البلدة بعد الاحتلال، وأصبح العمل داخل الأراضي الفلسطينية المحتلة في قطاع في قطاع البناء يحتل المرتبة الأولى، ويزرع في أراضيها الزيتون والعنب. وتتميز بلدة خاراس بموقعها الجغرافي، فمناخها معتدل صيفا وبارد شتاء.

## التاريخ

### العهد العثماني
تبعت خاراس إلى الإمبراطورية العثمانية في عام 1517 مع كل فلسطين، وكانت تتبع ولاية شرق بيروت في الشام. في أواخر عام 1838 زار الباحث الأمريكي إدوارد روبنسون البلدة ووصفها بأنها «قرية إسلامية بين غزة وجبال الخليل». عام 1883، أجرى صندوق استكشاف فلسطين الغربية مسحاً للبلدة ووصفها بأنها «قرية صغيرة تقع على جانب أحد التلال السفلية، محاطة بالزيتون وفيها بئر إلى الشرق منها».

### الانتداب البريطاني
في عام 1917، سقطت خاراس بيد الجيش البريطاني، ودخلت البلدة مع باقي فلسطين مظلة الانتداب البريطاني على فلسطين عام 1920 حتى وقوع النكبة.
أجرت سلطات الانتداب البريطاني تعدادا عاما للسكان عام 1922، وقد بلغ عدد السكان حوالي 577 نسمة، ثم ازداد عددهم حتى وصل إلى 739 نسمة جميعهم مسلمين في تعداد عام 1931. أما في تعداد عام 1945، فبلغ عدد سكان خاراس حوالي 970 نسمة وجميعهم مسلمون.

#### الحكم الأردني
في أوائل خمسينيات القرن العشرين أتبعت خاراس للحكم الأردني بين حربي 1948 و1967، وكان عدد سكانها آنذاك حوالي 1,264 نسمة عام 1961.

### النكسة
سقطت خاراس في يد الاحتلال بعد حرب النكسة.

### السلطة الفلسطينية
بعد تأسيس السلطة الفلسطينية، استلمت السلطة الوطنية الفلسطينية بلدة خاراس، ووضعت تحت السيطرة المدنية والأمنية الفلسطينية الكاملة حسب الاتفاقيات.[بحاجة لمصدر]

## السكان
دخلت فلسطين وفود كبيرة عبر العصور من تجار وغيرهم؛ وذلك لموقعها الهام كنقطة وصل بين القارات، ومركز للحضارات والأديان.

يبلغ عدد سكان خاراس حاليا حوالي 8,077 نسمة جميعهم من المسلمين وذلك حسب التعداد العام للسكان 2017 الذي أجراه الجهاز المركزي للإحصاء الفلسطيني.
| السنة      | (1922) | (1931) | (1945) | (1961) | (تعداد 1997) | (تعداد 2007) | (تقدير 2012) | (2017) |
| ---------- | ------ | ------ | ------ | ------ | ------------ | ------------ | ------------ | ------ |
| عدد السكان | 577    | 739    | 970    | 1,264  |              | 6,555        | 7,728        | 9,139  |

### عائلات خاراس
تضم البلدة عدداً من العائلات هي: الحروب، الحلاحلة، قديمات، العطاونة، أبو الجرايش، العقابنة، عدوي، أبو فرحة، السياعرة، أبو زهيرة، أبو غرفة.

### أعلام البلدة
| الشهداء | الأسرى                                                    | العلماء |
| --- | --------------------------------------------------------- | --- |
| - الشهيد عصام عقابنة. - الشهيد علي حلاحلة. - الشهيد عبد اللطيف الحروب. - الشهيد عزات حلاحلة. - الدكتور موسى إبراهيم قديمات. | - رومل كامل عطوان - شاهر عزيز حلاحلة. - يونس عوده الحروب. | - عمرو عبد الله قديمات عالم وباحث في زراعة النخاع والاورام الخبيثة في معهد سانت جود الولايات المتحدة الأمريكية. |

## مؤسسات البلدة
- بلدية خاراس وهي تدير شؤون البلدة، انتقلت من مسمى قرية إلى بلدية عام 2000م.
- منتديات خاراس وهي مؤسسة خدماتية مجتمعية اعلامية تأسست عام 2007 وتعمل كواجهة اعلامية للبلدة
- الجانب التعليمي: تضم البلدة، ست مدارس، متوزعة على أنحاء البلدة كافة، وهي: مدرسة ذكور خاراس الثانوية، مدرسة ذكور خالد بن الوليد الأساسية، مدرسة شهداء خاراس، مدرسة بنات خاراس الثانوية، مدرسة بنات خاراس الأساسية، مدرسة الخنساء الاساسية للبنات، وفيها أربع روضات للأطفال.
- الجانب الصحي: في البلدة عيادة صحية حكومية، ومستوصفان طبيان وصيدليات خاصة.
- يوجد فيها أيضاً، جمعية خاراس الخيرية، جمعية صبايا خاراس، لجنة زكاة وصدقات خاراس، نادي خاراس الرياضي، دار القرآن الكريم، نادي نسوي خاراس، ومجلس شبابي خاراس.